# Євангелічна церква Святого Павла (Відень)
Євангелічна церква Святого Павла або Євангелічна церква Паульскірхе (нім. Evangelische Pauluskirche) — церква євангельської парафії AB Wien-Landstraße, що належить до Віденського нагляду Євангелічної церкви Аугсбурзького сповідання в Австрії, і розташована в третьому окрузі Відня, Ландштрассе, за адресою Sebastianplatz 4.

## Будівництво

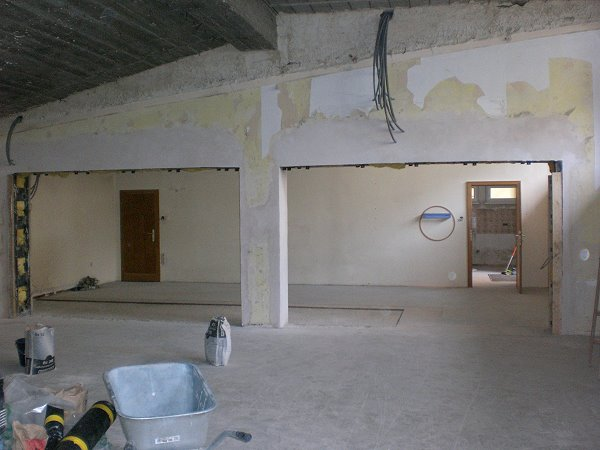
Реставрація парафіяльного залу євангельської Павлускірхе (літо 2010 р.)

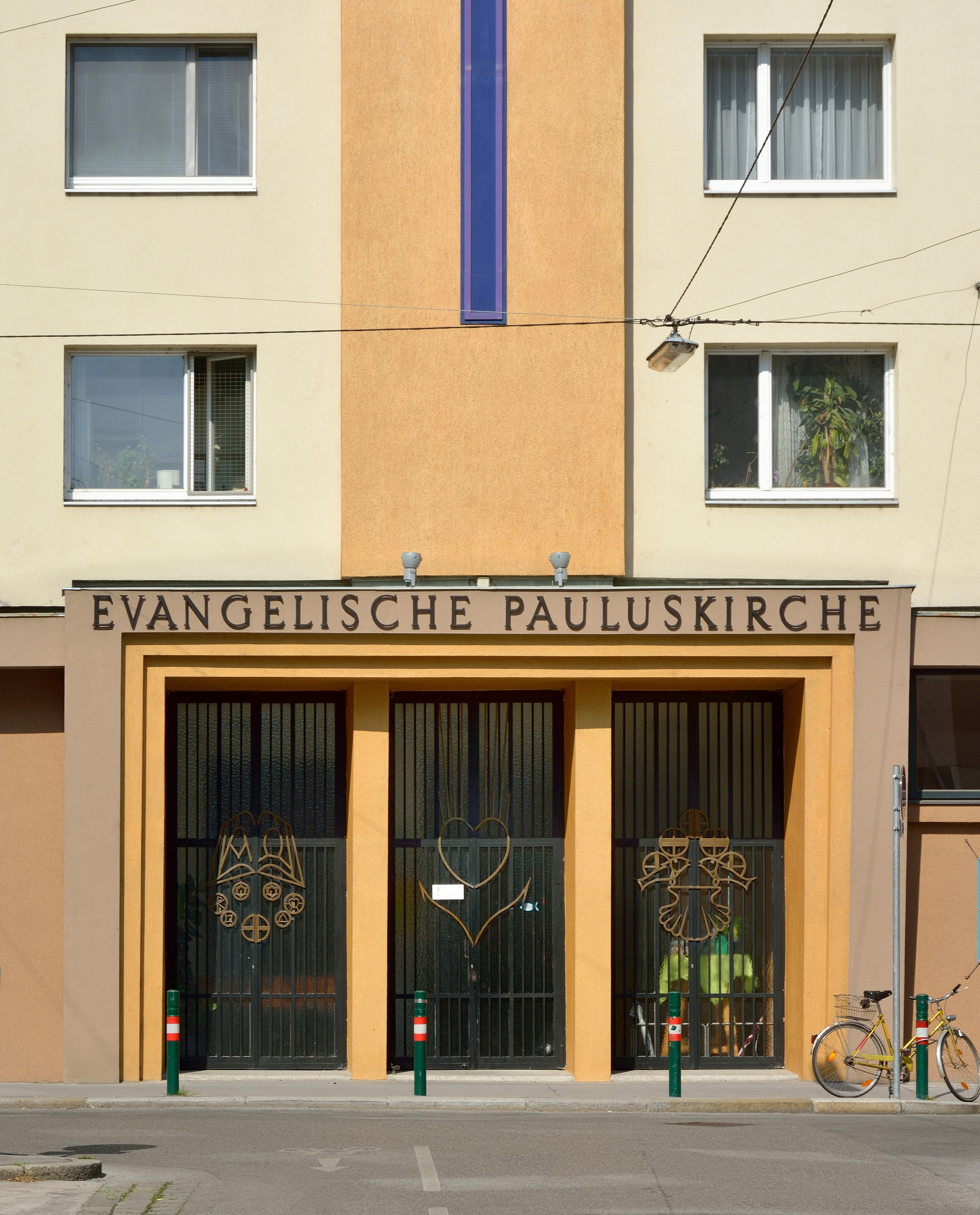
Церква Святого Павла, портал

Будівництво церкви розпочалося у 1962 році, але урочисте відкриття відбулося лише 15 серпня. В листопаді 1970 року з міркувань витрат церква була включена в житловий будинок на 48 ОСББ. Архітектором був Рудольф Ангелідес, який пізніше також спроектував Євангельську церкву на шляху в Майдлінг.
У 1977 році орган було створено на умовах позики, яке було замінено в 1978 році органом, який використовується і сьогодні. Спочатку в галереї було місце для органу; у 2008 році орган був повністю відремонтований і в ході цього також переїхав на колишнє місце в галереї. Центральний проход був побудований в Pauluskirche в 1990 році, і з тих пір там було близько 300 місць. У 2000 році старі люстри були замінені на нові, сучасні лампи. Після цього знову і знову проводилися ремонтні роботи — особливо в вестибюлі, залі громади та кімнаті молоді. Крім того, на прохання муніципалітету було встановлено прибудову тротуару, яка виконує роль невеликого двору перед вхідною зоною.

У ході генерального ремонту (початок осені 2009 року) фасаду будівлі за адресою Sebastianplatz 4 також було відновлено зовнішній фасад Паулюскірхе. Через погодні умови взимку 2009/2010 р. фарбування фасаду довелося відкласти, але було завершено до Великодніх свят у 2010 р. під керівництвом архітектора Крістофа Теттера.
Das zweifärbig violette Kreuz steht als Sinnbild der Trauer und Erlösung vor dem göttlichen, goldenen Hintergrund.
Die Fassadenflächen, die die kirchlichen Räume umschließen, sind in einer Erdfarbe gestaltet, als Zeichen für die Erinnerung, woher der körperliche Teil des Menschen kommt und wohin er auch wieder zurückkehrt.
Durch die goldene Pforte tritt dann der ganzheitliche Mensch mit seinem göttlichen, goldenen Hintergrund zu seiner sonntäglichen Verwandlung im Gottesdienst.
Das Sockelgeschoß wird durch Rahmenelemente eingefasst, das im Sinne des Städtebaus sich farblich mit den Nachbarhäusern in Einklang setzt.
Augenscheinlich mag die Ausgestaltung willkürlich erscheinen, aber zumindest war es Anliegen, mit unzulänglichen Mitteln das Unaussprechliche zu gestalten.— Christoph Thetter
Влітку 2010 року, після фасаду, займуться ще одним будівельним проектом. Після довгого очікування та інтенсивного планування спеціально створеною робочою групою, яка складається з членів громади та під керівництвом і керівництвом архітектора Крістофа Теттера, у понеділок, 5. У липні 2010 року було здійснено новаторське переобладнання залу громади, кімнати для молоді та кухні.

## Спільнота

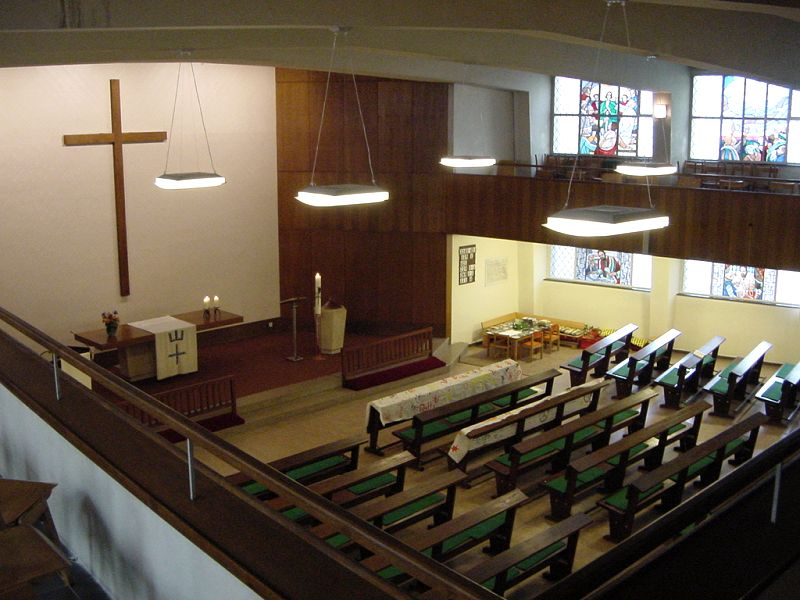
Внутрішній вигляд церкви (2002)

Завдяки патенту на толерантність імператора Йосипа II у 1782 році була заснована нині визнана державою євангелічно-лютеранська громада у Відні зі штаб-квартирою в лютеранській міській церкві на Доротергассе, 18. Звідти також опікувалися лютеранськими мешканцями Ландштрассе.
на 1-й 1 липня 1894 р. на Відні-Ландштрассе було засновано допоміжну парафію, після того як дочірні парафії вже були засновані в Гумпендорфі та Верінгу (церква Лютера). Пізніше муніципалітет Віден-Ландштрассе мав стати матір'ю для парафій у Фаворіті, Зіммерінгу, Флорідсдорфі, Швехаті, Бруку-на-Лейті, Корнойбурзі, Штокерау та Містельбаху . У 1899 році було прийнято рішення про придбання будинку за адресою Schützengasse 13, щоб побудувати молитовну кімнату, яка була завершена в 1900 році.
На 1-й 1 січня 1922 р. Віденська євангельська парафія AB Лютеранської міської церкви була розділена на шість субконгрегацій . Євангельська підконгрегація AB Wien-Landstraße тепер також отримала ректорат, муніципальну раду та пресвітерій . У 1936 році субконгрегація Ландштрассе разом із материнською парафією придбала земельну ділянку для будівництва церкви на Себастьянплац, 4. Через Другу світову війну та труднощі післявоєнного періоду спочатку заплановану будівлю, яка домінувала у просторі, не вдалося побудувати; будівництво церкви було відкладено на невизначений термін. У 1947 році молитовну кімнату на Шютценгассе переобладнали на невелику церкву, яку відкрили 20 листопада 1947 року. У червні 1948 року відбулося урочисте відкриття церкви Павла Герхардта (названої на честь теолога Пауля Герхардта).
на 1-й У жовтні 1949 року набув чинності декретом Оберкірхенрату новий церковний статут Євангельської церкви А. і Н. Б. в Австрії . Завдяки цьому всі підконгрегації Відня — включно з Evangelische Gemeinde Wien-Landstrasse — були піднесені до незалежних парафій . Будівництво церкви на Себастьянплац почалося в 1962 році і було завершено в 1970 році. У 1992 році церква Пауля Герхардта на Шютценгассе разом зі старим вікарієм була продана корейській пресвітеріанській парафії.